# EQ Большой Медведицы
EQ Большой Медведицы (лат. EQ Ursae Majoris) — двойная затменная переменная звезда типа W Большой Медведицы (EW) в созвездии Большой Медведицы на расстоянии (вычисленном из значения параллакса) приблизительно 3183 световых лет (около 976 парсеков) от Солнца. Видимая звёздная величина звезды — от +12,6m до +12,4m.